# Гшвандт
Гшвандт (нем. Gschwandt) — коммуна в Австрии, в федеральной земле Верхняя Австрия.
Входит в состав округа Гмунден. Население составляет 2501 человек (на 31 декабря 2005 года). Занимает площадь 16,78 км². Официальный код — 4 07 08.

## Политическая ситуация
Бургомистр коммуны — Франц Вампль (АНП) по результатам выборов 2003 года.
Совет представителей коммуны (нем. Gemeinderat) состоит из 25 мест.
- АНП занимает 15 мест.
- СДПА занимает 9 мест.
- АПС занимает 1 место.